# 71 Dywizja Piechoty (Imperium Rosyjskie)
71 Dywizja Piechoty (ros. 71-я пех. дивизия) – rezerwowa dywizja piechoty Imperium Rosyjskiego, okresu działań zbrojnych I wojny światowej.
Powstała na bazie 34 Dywizji Piechoty z Jekaterynosławia (7 Korpus Armijny, 8 Armia).

## Struktura organizacyjna
Lipiec 1914:
- dowództwo dywizji
- 281 Nowomoskiewski pułk piechoty
- 282 Aleksandryjski pułk piechoty
- 283 Pawłogradzki pułk piechoty
- 284 Wengierowski pułk piechoty